# پی‌سین مولیتور
پی‌سین مولیتور (به فرانسوی: La piscine Molitor) و (به انگلیسی: Piscine Molitor) یک مجتمع استخر شنا و هتل واقع در بندر مولیتور، در منطقه ۱۶ پاریس، ایل-دو-فرانس پاریس در فرانسه است.
این مجتمع در کنار پارک بولونی، و بین ورزشگاه رولند گاروس و ورزشگاه پارک ده پرنس قرار گرفته است. این مجموعه در سال ۱۹۲۹ ساخته و توسط شناگران المپیک آیلین ریگین متی گانتلت و جانی ویسمولر افتتاح شد. این استخر برای طرح‌های هنری دکو و معرفی لباس‌های شنای زنانهٔ دوتکه توسط لوییس لی آرد در تاریخ ۵ ژوئیه سال ۱۹۴۶ در آن شناخته شده است.
این استخر پس از بسته شدن در سال ۱۹۸۹ به دلیل نامناسب بودن برای استفاده، در ماه مارس سال ۱۹۹۰ به عنوان یک بنای تاریخی فرانسه در طبقه‌بندی شد.
اکنون مجموعهٔ استخر شنای پی‌سین مولیتور به سبک طراحی قبلی خود بازسازی شده است. این مجموعهٔ جدید شامل دو استخر و یک هتل چهار ستاره است و در ماه مه ۲۰۱۴ دوباره باز و شروع به کار کرد.